# Burg Balduinstein
Die Burg Balduinstein ist die mittelalterliche Ruine einer Felsenburg in Balduinstein im Rhein-Lahn-Kreis in Rheinland-Pfalz. Sie befindet sich in Privatbesitz, ihre Nebengebäude werden als Jugendburg genutzt und die Ruine ist gelegentlich Ort von Veranstaltungen.

## Lage
Die Burg liegt auf einem Fels oberhalb von Balduinstein und der unteren Lahn. Unweit von der Burg befindet sich das Schloss Schaumburg und in Balduinstein der achteckige Port-Turm als Teil der Stadtmauer.

## Geschichte
Die Burg geht auf den Erzbischof Balduin von Trier zurück, der im Jahr 1319 mit dem Bau einer Trutzburg unterhalb der Schaumburg begann, wo die mit ihm verfeindeten Herren von Westerburg residierten. Dem Ort wurde das Stadtrecht im Jahr 1321 von Kaiser Ludwig dem Bayern verliehen. Balduin erhob die Siedlung zum Amt und übergab Amt und Burg im Jahr 1335 dem Ritter Dietrich von Staffel. Im Jahr 1339 verpfändete Balduin die Burg an Dietrich von Staffel. Die Ritter von Staffel blieben bis zu ihrem Aussterben im Mannesstamm im Jahr 1683 im Besitz der Burg.
Mit dem Bau der Niederburg 1443 innerhalb der Stadt verlor die Burg Balduinstein zunehmend an Bedeutung. Nach mehreren Ausbauphasen der Burg im 14. und 15. Jahrhundert und dem Anschluss an die Stadtbefestigung begann in der Mitte des 17. Jahrhunderts der Verfall. Nach dem Ende des Dreißigjährigen Krieges 1648 erteilte der Trierer Kurfürst 1665 die Abbruchgenehmigung, im Jahr 1680 standen dann nur noch die Mauern.
Nach dem Aussterben der Ritter von Staffel war die Burg an die Ritter von Reifenberg und die Ritter von Eltz-Rübenach verpfändet. Im 19. Jahrhundert wurde die Burgruine als Steinbruch genutzt.

## Nutzung als Jugendburg
Seit 1974 werden die auf dem Gelände der Burg gelegene Villa aus dem 19. Jahrhundert und ihre Nebengebäude als Jugendburg Balduinstein genutzt. Die Jugendburg ist ein Selbstversorgerhaus für Pfadfinder und bündische Gruppen.

### Kritik
2013 wurde bekannt, dass auf dem Gelände Minderjährige sexuell missbraucht worden waren. Zunächst wurde ein 37-Jähriger zu zwei Jahren und sechs Monaten verurteilt, weil er mehrere Jungen auf der Burg missbraucht hatte. Ein Jahr später wurde ein 54-jähriger Mittäter des 37-Jährigen verurteilt. In beiden Prozessen wurde ein Missbrauchssystem enthüllt, dessen Täter aus dem engeren Umfeld der damaligen Besetzung des Trägervereins der Burg stammten.

## Anlage
Die Burg Balduinstein zählt zur Art der Spornburgen und  besitzt einen ovalen Grundriss. Die bis zu 1,60 Meter starken Außenmauern sind teilweise erhalten. Von dem dreigeschossigen Wohnbau stehen noch die Grundmauern. In der südwestlichen Ecke der Burg haben sich Reste eines kleinen Turmes erhalten. Auf der Nordseite war die Burg durch einen bis heute gut erhaltenen Halsgraben, auf der Nordwestseite durch einen tieferliegenden Zwinger geschützt. Typisch für die Burgen des Spätmittelalters fehlt ein Bergfried.